# Lee Young-ae
Lee Young-ae (hangul: 이영애, hancha: 李英愛; ur. 31 stycznia 1971) – południowokoreańska aktorka. Jest znana z występu w koreańskim serialu historycznym Klejnot w pałacu, a także z tytułowej roli  w thrillerze Pani Zemsta.
Ukończyła studia na Uniwersytecie Hanyang (licencjat germanistyki) i Uniwersytet Chung-Ang (magister teatru i filmu).

## Kariera
Lee zadebiutowania w 1991 roku jako modelka. Po występach w reklamach telewizyjnych zadebiutowała jako aktorka w serialu z 1993 roku, Daegui nampyeoneun eotteoshimnikka?, za rolę zdobyła nagrodę „Najlepsza nowa aktorka” podczas SBS Drama Awards.
W 2000 roku zagrała w filmie Strefa bezpieczeństwa, który stał się najbardziej kasowym koreańskim filmem w owym czasie. Lee otrzymała również pozytywne recenzje krytyków za rolę. Została zaproszona przez reżysera Hura Jin-ho, aby zagrać w jego następnym filmie Bomnaleun ganda, za który zdobyła nagrodę dla najlepszej aktorki w podczas Busan Film Critics Awards.
Zagrała też główną rolę w serialu Bulkkot, który został wyemitowany na Tajwanie i przyniósł jej popularność.
Popularność Lee wzrosła w Korei Południowej po roli w serialu historycznym Klejnot w pałacu. Emitowany od 15 września 2003 roku do 23 marca 2004 roku na kanale MBC, zdobył średnią oglądalność 46,3% (najwyższa w danym dniu – 57,8%). Lee zdobyła Daesang (Wielka nagroda) podczas MBC Drama Awards, jak również nagrodę „Top Excellence”. Serial został następnie wyemitowany za granicą w 91 krajach i stała się niezwykle popularny w Chinach, na Filipinach, Tajwanie, Hongkongu, na Sri Lance i w Kambodży zarabiając 103,4 mln dolarów na całym świecie. W 2005 roku prawie połowa ludności Hongkongu oglądała finał serialu. W Chinach, setki milionów widzów oglądało serial pomimo faktu, że był on emitowany późno w nocy. Sława Klejnot w pałacu przyniosła Lee popularność w całej Azji jako jedna z największych gwiazd koreańskiej fali.
Lee następnie zagrała w trzeciej części trylogii Park Chan-wooka, pt. Pani Zemsta, za który otrzymała m.in. nagrody dla najlepszej aktorki podczas Blue Dragon Film Awards, Sitges Film Festival i Baeksang Arts Awards.
Ze względu na jej sukces, Lee została zaproszona do Chin, Hongkongu, Singapuru, Japonii i na Tajwan. W 2006 roku, po raz pierwszy od 12 lat, NHK musiało użyć NHK Hall, aby zorganizować program ze względu na jej popularność. Została również zaproszona w 2007 roku na Międzynarodowy Festiwal Figur Lodowych i Śnieżnych w Harbin w Chinach.
W swojej autobiografii Young-ae no chikai (jap. ヨンエの誓い; pl. Przysięga Young-ae) Lee przypomniała, jak stała się aktorką. Po raz pierwszy weszła do show-biznesu po pracy z Andy Lau w 1990 r. w reklamie czekolady. W 1995 roku podjęła decyzję, aby ukończyć szkołę w celu nauczenia się teorii aktorstwa. Od tamtej pory stawiała sobie wyzwania w postaci różnego rodzaju ról aktorskich.
W 2007 roku otrzymała od południowokoreańskiego rządu medal Zasłużony Kulturze za wkład w koreańską falę.
W 2015 roku ogłoszono, że Lee powróci do telewizji grając w serialu historycznym Saimdang, bich-ui ilgi. Zagrała podwójną rolę Sin Saimdang, słynnej artystki z ery Joseon, a także współczesnej wykładowczyni historii Korei Seo Ji-yoon.

## Życie prywatne
24 sierpnia 2009 roku Young-ae wyszła za mąż za Jeong Ho-younga, koreańsko-amerykańskiego biznesmena, w Stanach Zjednoczonych. 20 lutego 2011 roku Young-ae urodziła bliźnięta, dziewczynkę Jung Seung-bin i chłopca Jung Seung-kwon, w Jeil Hospital w Jung-gu (Seul).

## Filmografia

### Filmy
| Rok  | Tytuł                                    | Rola                 |
| ---- | ---------------------------------------- | -------------------- |
| 1997 | Inshallah (kor. 인샬라)                  |                      |
| 1999 | Kiseuhalkkayo? (kor. 키스할까요)         | ona sama (cameo)     |
| 2000 | Strefa bezpieczeństwa (공동경비구역 JSA) | Major Sophie E. Jean |
| 2001 | Bomnaleun ganda                          | Eun-su               |
| 2001 | Seonmul                                  | Park Jung-yeon       |
| 2005 | Pani Zemsta                              | Lee Geum-ja          |

### Seriale telewizyjne
| Rok  | Tytuł                               | Rola                          | Stacja telewizyjna |
| ---- | ----------------------------------- | ----------------------------- | ------------------ |
| 1993 | Daegui nampyeoneun eotteoshimnikka? | Do Do-hee                     | SBS                |
| 1994 | Jilju                               | Oh Jung-eun                   | SBS                |
| 1995 | Aseupalteu sanai                    | Kang Dong-hee                 | SBS                |
| 1995 | Sarangkwa kyeolhon                  | Oh Eun-ji                     | MBC                |
| 1995 | Seogung                             | Kim Gae-shi                   | KBS2               |
| 1996 | Dongkikan                           | Park Yong-ja                  | MBC                |
| 1996 | Geudeului poonge                    | Kim Seung-ae                  | MBC                |
| 1996 | Papa                                | Han Se-young                  | KBS2               |
| 1997 | Sarang hanikka                      | Eo Yu-na                      | SBS                |
| 1997 | Naega saneun yiyu                   | Jeong Ae-suk                  | MBC                |
| 1997 | Uiga hyeongje                       | Cha Min-ju                    | MBC                |
| 1998 | Advocate                            | Lee Eun-ji                    | MBC                |
| 1998 | Romance                             | Han Ji-sook                   | SBS                |
| 1999 | Enbireyong                          | Seon-hye                      | KBS                |
| 1999 | Chodae                              | Choi Young-ju                 | KBS2               |
| 1999 | Pado                                | Na Yoon-sook                  | SBS                |
| 2000 | Bulkkot                             | Kim Ji-hyun                   | SBS                |
| 2003 | Klejnot w pałacu                    | Jang-geum                     | MBC                |
| 2017 | Saimdang, bich-ui ilgi              | Sin Saimdang i Seo Ji-yoon    | SBS                |
| 2018 | Nae ID-neun Gangnammiin             | jako ona sama (cameo, odc. 1) | JTBC               |
| 2021 | Model Taxi                          | cameo                         | SBS                |
| 2021 | Inspektor Koo                       | Koo Kyung-yi                  | JTBC               |

## Nagrody i nominacje
- 1994: SBS Drama Awards, Najlepsza nowa aktorka (Daegui nampyeoneun eotteoshimnikka?) – wygrana[1]
- 1995: KBS Drama Awards, Nagroda popularności (Seogung) – wygrana[1]
- 1996: MBC Drama Awards, Excellence Award, Actress (Geudeului poong, Dongkikan) – wygrana[1]
- 1997: MBC Drama Awards, Excellence Award, Actress (Naega saneun yiyu) – wygrana[1]
- 1998: SBS Drama Awards, Najlepsza aktorka (Romance) – wygrana[1]
- 1999: KBS Drama Awards, Excellence Award, Actress (Chodae) – wygrana
- 1999: KBS Drama Awards, Nagroda popularności (Chodae) – wygrana[1]
- 2001: 2. Korea Movie & Music Awards, Nagroda fotogeniczności (aktorka) – wygrana[1]
- 2001: 2. Busan Film Critics Awards, Najlepsza aktorka (Bomnaleun ganda) – wygrana[1]
- 2003: MBC Drama Awards, Daesang (Klejnot w pałacu) – wygrana[1]
- 2003: MBC Drama Awards, Top Excellence Award, Actress (Klejnot w pałacu)
- 2005: 8th Director's Cut Awards, Najlepsza aktorka (Pani Zemsta)
- 2005: 38. Kataloński Międzynarodowy Festiwal Filmowy w Sitges, Najlepsza aktorka (Pani Zemsta) – wygrana[1]
- 2005: 26. Blue Dragon Film Awards, Najlepsza aktorka (Pani Zemsta) – wygrana[1]
- 2006: 43. Grand Bell Awards, Hallyu Popularity Award (Pani Zemsta) – wygrana[1]
- 2006: 43. Grand Bell Awards, Najlepsza aktorka (Pani Zemsta) – nominacja[15]
- 2006: 42. Baeksang Arts Awards, Najlepsza aktorka (Pani Zemsta) – wygrana[1]
- 2006: 38. Cinemanila International Film Festival, Najlepsza aktorka (Pani Zemsta) – wygrana[15]
- 2007: 15. Chunsa Film Festival, Hallyu Contribution Award – wygrana[1]
- 2007: 3. Andre Kim Best Star Award, World Star Award – wygrana[1]
- 2009: 4. Andre Kim Best Star Award, Star Award – wygrana[1]
- 2015: 10. Seoul International Drama Awards, 10th Anniversary Hallyu Achievement Award – wygrana[1]